# Slovecine, Ovruci
Slovecine (în ucraineană Словечне) este localitatea de reședință a comunei Slovecine din raionul Ovruci, regiunea Jîtomîr, Ucraina.

## Demografie
Componența lingvistică a localității Slovecine
     Ucraineană (99,48%)
     Alte limbi (0,53%)
Conform recensământului din 2001, majoritatea populației localității Slovecine era vorbitoare de ucraineană (99,48%), existând în minoritate și vorbitori de alte limbi.